# ماگنولیاویسان
ماگنولیاویسان (به لاتین: Magnoliopsida) یک نام گیاه‌شناسی معتبر برای رده‌ای از گیاهان گلدار است. طبق تعریف، این رده شامل خانوادهٔ مگنولیان می‌شود، اما محدودهٔ آن می‌تواند متفاوت باشد، و بسته به نظام طبقه‌بندی مورد بحث، تیره‌های فراگیرتر یا کمتری را شامل می‌شود. مجلهٔ آرایه‌شناسی (تاکسونومی) گیاهان بنگلادش با عنوان «مطالعهٔ آرایه‌شناسیک استانی بر روی گیاه‌گونه‌های شهری-خانگی در چهار ناحیهٔ بنگلادش: ماگنولیاویسان» ماگنولیاویسان را به عنوان رده‌ای از گیاهان گلدار که به نام دولپه‌ای نیز شناخته می‌شوند، توصیف می‌کند. این رده شامل ۴۵۵ گونهٔ مشمول ۳۰۲ سرده که متعلق به ۷۸ خانواده هستند می‌شود. ماگنولیاویسان غالب‌ترین و موفق‌ترین گروه گیاهی هستند، زیرا حدود ۶۲٫۵ درصد از کل گونه‌های نهان‌دانگان را در اختیار دارند.

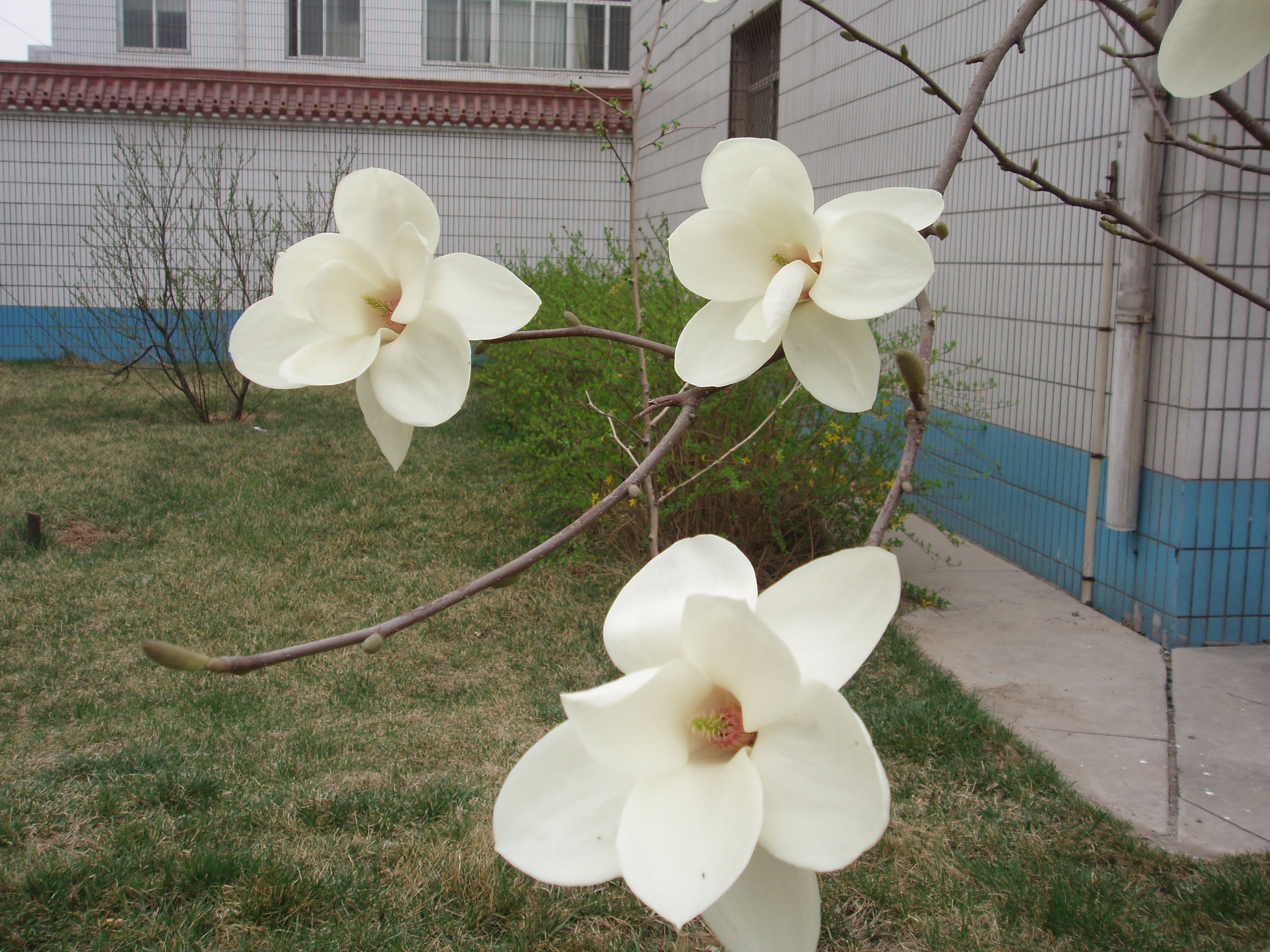
گونه‌ای از گل‌های سردهٔ ماگنولیا

## ماگنولیاسانان در نظام‌بندی تاخداجیان
در نظام تاخداجیان از این طبقه‌بندی داخلی استفاده می‌شود:
- ردهٔ ماگنولیاویسان [= دولپه‌ای‌ها]
زیرردهٔ مگنولیان
زیرردهٔ Nymphaeidae
زیرردهٔ Nelumbonidae
زیرردهٔ Ranunculidae
زیرردهٔ Caryophyllidae
زیرردهٔ Hamamelididae
زیرردهٔ Dilleniidae
زیرردهٔ Rosidae
زیرردهٔ Cornidae
زیرردهٔ ستاره‌ایان
زیرردهٔ نعناسانان

## ماگنولیاویسان در نظام‌بندی کرونکویست
در نظام کرونکویست از این طبقه‌بندی داخلی استفاده می‌شود:
- ردهٔ ماگنولیاویسان [= دولپه‌ای‌ها]
زیرردهٔ مگنولیان
زیرردهٔ Hamamelidae
زیرردهٔ Caryophyllidae
زیرردهٔ Dilleniidae
زیرردهٔ Rosidae
زیرردهٔ ستاره‌ایان

## نظام‌بندی‌های داهْلگْرِن و تورْن
- ردهٔ ماگنولیاویسان [= نهان‌دانه‌ها]
زیرردهٔ مگنولیان [= دولپه‌ای]
زیرردهٔ Liliidae [= تک‌لپه‌ای]

## نظام‌بندی ریویل
در نظام‌بندی ریویل از نام ماگنولیاویسان برای گروهی از دولپه‌ای‌های اولیه استفاده می‌شود که دربرگیرنده حدود نیمی از گیاهان موجود در مگنولیان است:
ردهٔ ۱. ماگنولیاویسان
برون‌ردهٔ ۱. مگنولیان
برون‌ردهٔ ۲. Lauranae